# Обязательные поставки государству
Обязательные поставки государству — сдача государству в определённые сроки заранее установленного количества сельскохозяйственных продуктов по врученным колхозам, колхозникам и единоличникам обязательствам, имеющим силу налога заменившая контрактацию в конце 1932-начале 1933 для основных сельскохозяйственных продуктов.
В 1933 «В целях дальнейшего подъёма урожайности и расширения посевных площадей зерновых культур, а также в целях своевременного определения твёрдых обязательств колхозов и единоличных хозяйств по сдаче (продаже) зерна государству» СНК СССР и ЦК ВКП(б) постановили (19/I): «Отменить существующую договорную (контрактационную) систему заготовок зерновых культур и установить для колхозов и единоличных хозяйств имеющие силу налога твёрдые обязательства по сдаче зерна государству по установленным государственным ценам». Ещё ранее (23/IX и 19/XII 1932) был установлен такой же порядок обязательной сдачи мяса и молока. В дальнейшем обязательные поставки государству были распространены на картофель [постановление СНК СССР и ЦК ВКП(б) от 20/II 1933], подсолнух [постановление СНК СССР и ЦК ВКП(б) от 20/II 1933], рис-сырец [постановление СНК СССР и ЦК ВКП(б) от 5/III 1933], шерсть (постановление СНК СССР от 5/III 1933).

## Причины введения
Контрактационная система, особенно по заготовкам зерна, часто приводила к тому, что колхозы, собиравшие в результате лучшей организованности и более крепкой трудовой дисциплины больший урожай, получали увеличенный план сдачи зерна государству по сравнению с другими колхозами, которые с такой же посевной площадью в результате плохой работы имели меньший урожай. Местные орг-ции в таких случаях часто стремились лишь к тому, чтобы и в тех и в других колхозах оставалось после сдачи одно и то же количество хлеба. Если плохо работавшие колхозы не выполняли своих обязательств перед государством, то недовыполненные обязательства в порядке встречного плана перелагались на лучшие колхозы в счет дополнительных заготовок. Этот крупнейший недостаток контрактации зерна приводил к уравниловке и неопределенности в размерах сдачи с.-х. продуктов государству колхозами, затруднял организационно-хоз. укрепление колхозов и понижал заинтересованность колхозников в. улучшении работы своего колхоза, поэтому систему контрактации надо было заменить такой системой, при к-рой каждый колхоз, каждый колхозник, каждый единоличник заранее знал бы, какое количество зерна и др. продуктов он должен сдать государству. По инициативе Сталина такая система была установлена на в форме закона об обязательных поставках зерна и др. вышеперечисленных продуктов государству.

## Применение
Закон положил конец уравниловке и установил вполне твёрдые размеры сдачи продуктов, определяемые по продуктам полеводства до начала посева, а по продуктам животноводства до начала года. СНК СССР и ЦК ВКП(б) в Установлении от 20/VI 1933 «Об обязательных поставках зерна государству колхозами и единоличными хозяйствами из урожая 1933 г. на основе закона от 19 января 1933 г.» обратили внимание всех партийных и советских организаций, что «В отличие от прежних лет мы имеем… не хлебозаготовки старого типа, проводившиеся на основе не вполне определённых контрактационных договоров с крестьянством, а зернопоставки, основанные на твёрдом и непререкаемом законе, обязательном к выполнению всеми колхозами и единоличниками. Это значит, что никакое уклонение от обязательств по сдаче зерна в срок не должно быть допущено ни под каким видом. В отличие от прежних лет поставка зерна государству… будет производиться не по меняющимся планам, а по твёрдым и неизменным нормам, установленным законом, что должно укрепить положение колхозов, должно создать устойчивость в хозяйстве и обеспечить колхозу и единоличнику возможность твёрдо рассчитать свои доходы. Это значит, что никакие встречные планы по сдаче зерна впредь не должны быть допущены ни при каких условиях». Новая система заготовок в порядке обязательных поставок государству проста и понятна для каждого колхозника и единоличника.
Теперь каждый колхоз, каждое единоличное х-во ещё до начала сева знают, какое количество хлеба они обязаны сдать государству, знают о том, что весь излишек хлеба, остающийся после выполнения обязательств перед государством поступает в их полное распоряжение.
В рамках реализации задачи организационно-хозяйственного укрепления колхозов в 1935—1937 гг. власти
несколько раз снижали нормативные размеры хлебосдачи.

## О. п. г. зерновых
Размер обязательств, в частности по поставкам зерна, для каждого отдельного колхоза исчисляется районным уполномоченным Наркомата заготовок СССР и утверждается "президиумом РИКа на основе опубликованных постановлениями СНК республик, краевых или областных исполнительных комитетов районных норм. Размер поставок для единоличников определяется районным уполномоченным Наркомата заготовок СССР по повышенным нормам, устанавливаемым так же, как и нормы для колхозов. Каждому колхозу или единоличному х-ву вручаются письменные, за подписью и печатью райуполнаркомзаг, бланки обязательств о размерах поставок.
Размеры обязательных поставок по зерновым культурам (1937) исчисляются след. образом. Для каждого р-на устанавливаются нормы (отдельно для колхозов, обслуживаемых МТС, и отдельно для колхозов, не обслуживаемых МТС) сдачи (для колхозов и единоличников отдельно) государству зерна с 1 га посева в соответствии с гос. посевным планом (c 1940 — с 1 гектара пашни, закреплённой за колхозом):
1) по всем зерновым,
2) в том числе отдельно по пшенице,
3) в том числе отдельно по ржи,
4) в том числе отдельно по бобовым,
5) а по Орджоникидзевскому, Краснодарскому краям, Ростовской, Сталинградской обл., Дагестанской, Сев.-Осетинской, Чечено-Ингушской и Кабардино-Балкарской АССР и УССР — и по кукурузе.
На основе этих норм по каждому колхозу (и каждому единоличному х-ву) в соответствии с его посевным планом устанавливаются обязательства по сдаче:
а) по всем зерновым (включая пшеницу, рожь и бобовые),
б) в том числе отдельно по пшенице, ржи, бобовым, а по р-нам, где выделена в качестве основной культуры кукуруза — и по кукурузе.
Выполнив точно зафиксированные обязательства по пшенице, ржи, бобовым и кукурузе (где по ней Установлена особая норма сдачи), колхоз и единоличник могут недовыполненное количество по всем зерновым покрыть культурами. Когда перевыполнение плана по зерновых культур достигнуто за счёт выполнения плана по другим культурам, О. п. г. зерна производится с фактически засеянной площади. Колхозники, посеявшие зерновые культуры на приусадебных землях привлекаются к О. п. г. в соответствии с размером их фактического посева по нормам, установленным для единоличников данного района.
Исчисление размеров обязательных поставок зерна государству для единоличных хозяйств производится со всей площади зерновых посевов, но не ниже площади, установленной государственным планом.
Выполнение О. п. г. но зерну «… является первоочередной обязанностью каждого колхоза и единоличного хозяйства и должно быть произведено из первых обмолотов» [постановление СИК СССР и ЦК ВКП(б) об обязательной поставке зерна государству колхозами и единоличными хозяйствами 19 января 1933].

## О. п. г. продукции животноводства
Система О. п. г. продукции животноводства (мяса, молока и шерсти) построена таким образом, чтобы в наибольшей степени способствовать развитию социалистического животноводства. Поэтому к О. п. г. мяса привлекаются все колхозные дворы и единоличные хозяйства, независимо от их имущественного положения и от наличия в этих хозяйствах скота и птицы. Такой порядок стимулирует разведение хозяйствами скота и птицы. Нормы О. п. г. мяса для колхозников установлены более льготные (пониженные), чем для единоличных хозяйств. Кроме того, колхозники получают льготу по скоту, сдаваемому колхозными животноводческими товарными фермами, что стимулирует развитие колхозного животноводства. Льгота эта в виде скидок с личных обязательств колхозников представляется самим правлением колхоза. Закон об О. п. г. мяса безусловно воспрещает «…местным органам власти, а также заготовительным организациям налагать на колхозные товарные фермы и обобществлённое стадо колхозов, на колхозников и единоличников обязательства по сдаче мяса государству в размерах, превышающих нормы сдачи…», опубликованные в соответствующих постановлениях. Закон воспрещает «… также давать дополнительные или встречные планы по сдаче мяса хозяйствам, досрочно выполнившим свои обязательства, обеспечив аккуратным сдатчикам полную возможность свободно распоряжаться излишками своей продукции по своему усмотрению». Исчисление годового размера мясопоставок для каждого колхоза производится по поголовью крупного рог. скота, свиней и овец, по годовым нормам сдачи мяса в живом весе на 1 голову скота. Средние областные, краевые и республиканские нормы сдачи законом установлены: по крупному рог. скоту от 10 до 15 кг, по свиньям от 22 до 32 кг, по овцам 5 кг с каждой головы. Для колхозных дворов и единоличных х-в норма мясопоставок установлена вне зависимости от наличия у них скота (30—32 кг для колхозников, 60 кг для единоличников). О. п. г. мяса колхозами выполняются по крупному рог. скоту и по овцам любым видом скота, по свиньям только свиньями, а для колхозников и единоличников любым видом скота, в том числе птицей и кроликами с заменой но определённым коэффициентам. Чтобы колхозы и колхозники смогли заранее планировать своё животноводство, эти нормы мясопоставок устанавливаются обычно на 2—3 года.
Для содействия развитию соц. жив-ва правительство СССР установило для колхозов, колхозников и единоличников ряд льгот по мясопоставкам. Совнарком Союза ССР постановил сохранить на 1937 и 19 38 следующие льготы по мясопоставкам:
1. Освободить от поставки мяса и молока государству на два года колхозников, вырастивших в своих х-вах корову или нетель и продавших их колхозным товарным фермам по государственной цене, а также единоличников, вступивших в колхоз и продавших корову или нетель колхозной товарной ферме по государственной цене.
2. Освободить колхозы от привлечения к обязательным поставкам мяса государству по поголовью крупного рог. скота, свиней и овец, занесённому в единую государственную племенную книгу, а также отдельные колхозные дворы, при условии, если приплод от скота, занесённого в единую государственную племенную книгу, колхозники продают государству.
3. Предоставить колхозникам и единоличникам, продающим и контрактующим телок для продажи бескоровным колхозникам, по сдаче телки скидку в размере 20 % от годовой нормы обязательной поставки мяса государству.
4. Освободить колхозы от обязательной поставки мяса государству по поголовью мериносовых, каракулевых и смушковых овцематок, а также по поголовью рабочих волов и буйволов в колхозах. Кроме того, Совнарком Союза ССР постановил, начиная с 1937, зачислять в выполнение личных обязательств членов колхозов, имеющих животноводческие фермы, 25 % от количества мяса (в живом весе), сданного от ферм свиньями, и 20 % от количества мяса, сданного другими видами скота.

## Обязательные поставки государству молока
согласно закону от 22/Х1 1933 исчисляются для колхозов, колхозников и единоличников по след. нормам в литрах на одну наличную корову в год: для молочнотоварных ферм и обобществлённого стада колхозов в зависимости от групп р-нов от 350 до 580 л (в том числе яловых коров и первотелок первого полугодия); для колхозных дворов, в колхозах, имеющих молочнотоварные фермы, — от 50 до 180 л и для единоличных хозяйств — от 120 до 280 л. Норма для колхозников, имеющих первотелок, которые должны отелиться в первом полугодии, устанавливается в половинном размере. «В районах, где отсутствуют маслодельно-сыроваренные заводы, за исключением цельномолочных районов, выполнение обязательств единоличниками, колхозами и колхозными дворами производится топленым маслом из расчета 1 кг масла на 25 л молока» (постановление СНК СССР и ЦК ВКП(б) от 22/XI 1933). Маслозаводы и масло- сырозаводы, сливные и сепараторные пункты обязаны колхозным, фермам, колхозникам и единоличным хозяйствам в размере 50 % от количества сданного ими молока в среднем за год с тем, чтобы в период выпойки телят возврат производился полностью. Заводы, вырабатывающие сыр жирностью не ниже 40 % в возвращают безвозмездно сдатчикам молока 60 % сыворотки, остающейся от производства сыра (инструкция> утверждённая СНК СССР 11/I 1938)
Колхозники получают льготу за счёт молока сдаваемого колхозной товарной фермой.
Размер льготы по обязательные поставки государству молока для каждого колхозного двора тех колхозов, которые имеют молочные товарные фермы (от 5 коров и выше), устанавливается уполномоченными Наркомата заготовок в зависимости от количества коров на ферме.(пост. СНК СССР от 2/XI 1937) и составляет от 20 до 60 %.
Не привлекаются к поставкам по зерну:
а) ж.-д. рабочие и служащие, производящие посев в полосе отвода железной дороги, если эти посевы не вошли в план сева по району;
б) лесная стража, зем. наделы которой расположены на территории лесных участков, охраняемой лесной стражей, при условии отсутствия у них посевов на селе;
в) единоличные хозяйства, которым не произведены зем. отводы и которые не имеют приусадебных земель и при условии, если размеры посевов их не превышают площади приусадебного участка, установленного для колхозников данного района, и
г) рабочие и служащие — инвалиды гражданской войны и пенсионеры, не имеющие зем. отводов, хотя бы они и производили посевы на приусадебных землях своей усадьбы;
по мясу:
а) жители городов, рабочих посёлков, не имеющие заданий по посеву и не облагающиеся с.-х. налогом;
б) рабочие и служащие, проживающие в сельских местностях, дачных посёлках, если они не имеют заданий по посеву и не облагаются с.-х. налогом;
в) пенсионеры, получающие пенсию от государства, если они не имеют заданий, посеву и не облагаются с.-х. налогом;
г) хозяйства красноармейцев если глава семьи находится на действительной военной службе, а в хозяйстве осталась его жена с детьми до семилетнего возраста. Подобные, с незначительными поправками, льготы также предоставляются и по поставкам молока. Хозяйства колхозников и единоличников нетрудоспособных, ввиду преклонного возраста (60 лет и старше для мужчин, 55 лет и старше для женщин) и не имеющих в семье трудоспособных членов, освобождаются полностью, начиная с 1 января 1937 года от обязательных поставок государству.
Колхозы производящие в 1938 году посевы на вновь осваиваемых целинных землях
освобождаются от обязательных поставок государству зерна с этих посевов: на 2 года, если целина освоена путём расчистки, раскорчёвки и осушки, и на 1 год, если расчистка, раскорчёвка и осушка не производилась.
Все продукты подлежащие сдаче государству, подвозятся колхозами и единоличниками к соответствующим заготовительным пунктам и принимаются от них по установленным государством ценам. Единственным документом, удостоверяющим выполнение обязательных поставок с.-х. продуктов государству колхозами и единоличными хозяйствами является приёмная квитанция, тщательно и правильно заполненная. Колхозы и единоличные хозяйства могут обжаловать установленные для них размеры поставок. Жалобы подаются колхозами через районного уполномоченного Наркомата заготовок республиканскому, краевому или областному уполномоченному Наркомата заготовок, а единоличниками—в президиум РИКа. Решения по жалобам являются окончательными и дальнейшему обжалованию не подлежат.

## Ответственность за невыполнение
Постановлением СНК СССР и ЦК ВКП(б) от 20/III 1937 установлено, что за злостное невыполнение колхозом к установленному сроку обязательств по сдаче государству зерна прокурор области (края, республики) по представлению районного уполномоченного Наркомата заготовок привлекает правление колхоза к ответственности по суду для наложения денежного штрафа в размере стоимости несданной части зерна, исчисленной по государственным ценам, а также для взыскания натурой невыполненной части поставок зерна. Постановление распространяет этот порядок судебной ответственности колхозов за невыполнение О. п. г. также на поставки подсолнуха, риса и картофеля. Это же постановление категорически запрещает « применение денежных штрафов к колхозам не выполнившим в установленные сроки своих обязательств, по сдаче зерна государству». Единоличные хозяйства не выполнившие в срок своих обязательств по поставке зерна государству привлекаются от районными уполномоченными Наркомзага к судебной ответственности с одновременным досрочным взысканием в бесспорном порядке всей недовыполненной части обязательств по сдаче зерна государству.

## Опыт первого года использования −1933
Опыт проведения хлебозаготовительной кампании 1933 показал, что на первых порах среди колхозников и единоличников проскальзывала некая неуверенность в незыблемости и твёрдости заданий по обязательным поставкам. В отдельных местах делали попытки извращать закон, распространяя слухи о неизбежности дачи встречных планов х-вам, к-рые аккуратно выполнят свои обязательства. Несмотря на предупреждение закона о воспрещении дачи встречных планов, в нек-рых р-нах местные орг-ции в самом начале кампании пытались под различного рода предлогами восстановить практику встречных планов.
Однако, «решительная борьба руководящих парт, и сов. органов против встречных планов укрепила среди массы колхозников и единоличников уверенность в том, что закон действительно твёрд, незыблем и ненарушим и что всякое отступление от него карается со всей строгостью».
Эта уверенность «явилась важнейшим средством, мобилизовавшим колхозников и единоличников на досрочное выполнение своих обязательств по поставке с.-х. продуктов государству».
Так, в 1932 в целом по СССР хлебозаготовки были ещё не окончены к 1/IV 1933. В 1933 план зернопоставок колхозами был выполнен 20/XI, в 1934 — 25/Х и в 1935 — 1/Х.

## Отмена
1957.07.04	ЦК КПСС и Совет Министров СССР приняли постановление «Об отмене обязательных поставок сельскохозяйственных продуктов государству хозяйствами колхозников, рабочих и служащих».
В 1958 году обязательные поставки государству были опять заменены контрактацией для колхозов и совхозов.